# Don't Start Now (BoA)
Don't Start Now è un singolo della cantante sudcoreana BoA, pubblicato nel 2002.

## Tracce
1. Don't Start Now (Japanese Version)
2. Don't Start Now (Korean Version)
3. Don't Start Now (English Version)
4. ID; Peace B (Jonathan Peter's Club Mix)
5. Don't Start Now (Instrumental)

## Versione originale
La versione originale del brano si intitolava Toodle-Oo, è stata scritta da Peter Rafelson e Jeff Vincent ed è inclusa nell'album di debutto di Brooke Allison, l'eponimo Brooke Allison uscito nel 2001.